# Rastiš
Rastiš (cyr. Растиш) – wieś w Czarnogórze, w gminie Ulcinj. W 2011 roku liczyła 365 mieszkańców.